# Kempner Magda
Kempner Magda, Radóné, R. Kempner Magda (Pusztabábocka, 1894. szeptember 24. – Auschwitz, 1944 őszén) magyar pedagógus, költő, író.

## Életútja
Tanulmányait Nagyváradon kezdte, ahol a Premontrei Főgimnáziumban magántanulóként érettségizett (1912). Matematika–fizika szakos tanári oklevelét Budapesten szerezte. Férjével, Radó Pál irodalomtörténész-tanárral együtt 1916-tól a nagyváradi Társulati Felsőkereskedelmi Iskolánál működött, 1928 és 1944 között a Társulati Felsőkereskedelmi Leányiskola igazgatónője volt. Szaktárgyain kívül művészettörténetet is tanított. Irodalmi munkásságáért beválasztották a Szigligeti Társaságba.
Írásai rendszeresen jelentek meg 1920-tól kezdve a Magyar Szó, Tavasz folyóiratok és az Erdélyi Lapok hasábjain. Versei műgondról, biztos ritmusérzékről tanúskodnak, két játéka és regénye életbölcseleti gondolatokat tartalmazó szimbolikus írás. A tudományos-fantasztikus irodalom egyik erdélyi úttörője.

## Kötetei
- Radóné Kempner Magda: Ritmus. Versek, drámai képek; Sonnenfeld Ny., Oradea-Mare, 1924 (versek, a Magányosok és Virradattól alkonyatig c. misztikus játékokkal együtt, Nagyvárad, 1924)
- Integrállények (regény, Korunk Könyvtára 4. Kolozsvár, 1926)
- R. Kempner Magda versei; Grafica, Oradea, 1940